# Phạm Tuân

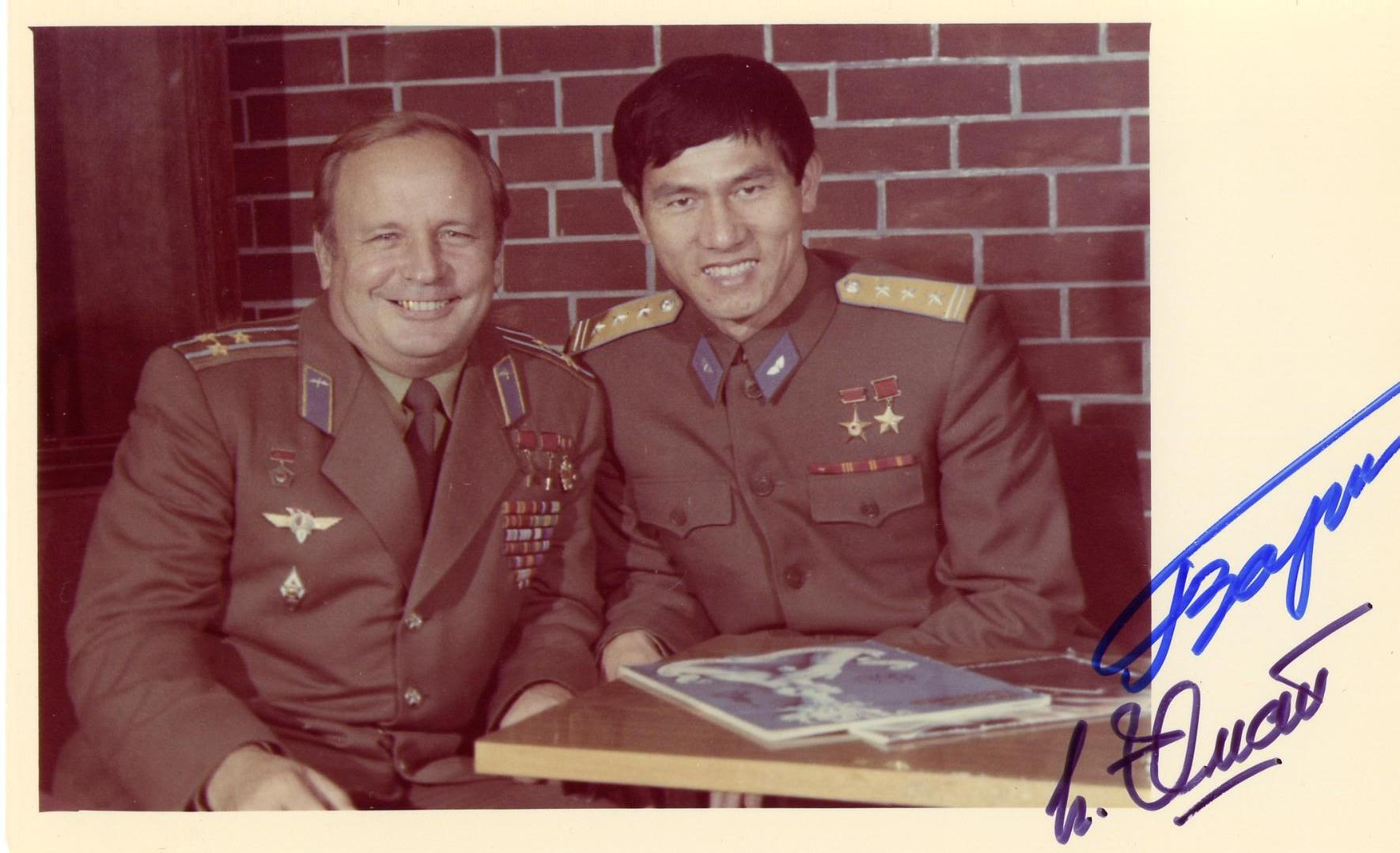
Kosmonauci Phạm Tuân i Wiktor Gorbatko w 1981

Phạm Tuân (ur. 14 lutego 1947 w Thái Bình) – wietnamski lotnik wojskowy i kosmonauta. Uczestnik międzynarodowego programu Interkosmos i pierwszy Azjata w przestrzeni kosmicznej. Generał porucznik wietnamskich sił powietrznych. Bohater Pracy Socjalistycznej Republiki Wietnamu oraz Bohater Związku Radzieckiego.

## Życiorys

### Wykształcenie i służba wojskowa
W 1964 ukończył szkołę średnią. Rok później rozpoczął służbę wojskową i został skierowany do ZSRR w celu odbycia przeszkolenia w charakterze technika lotniczego. Następnie skierowano go do Krasnodarskiej Wyższej Wojskowej Lotniczej Szkoły Pilotów, jednej radzieckich uczelni szkolących pilotów wojskowych.
Od 1968 był członkiem Komunistycznej Partii Wietnamu.
W 1968 po powrocie do Wietnamu latał na samolotach MiG-17 i MiG-21 m.in. w pułku lotnictwa myśliwskiego „Sao Đỏ” oraz eskadrze nocnych myśliwców. 27 grudnia 1972 zestrzelił amerykański bombowiec B-52. Był to pierwszy samolot tego typu, jaki stracili Amerykanie podczas wojny w Wietnamie. W latach 1973–1976 awansował od stanowiska dowódcy eskadry do zastępcy dowódcy pułku. Od 1977 do 1982, z przerwą na przygotowanie do lotu w kosmos, był słuchaczem Akademi Sił Powietrznych im. Gagarina.

### Udział w programie Interkosmos
W kwietniu 1979 do lotu w kosmos w ramach programu Interkosmos zakwalifikowano dwóch wietnamskich kandydatów. Byli to: Phạm Tuân oraz Bùi Thanh Liêm. Obaj wkrótce też rozpoczęli szkolenie w Centrum Wyszkolenia Kosmonautów im. J. Gagarina w Gwiezdnym Miasteczku pod Moskwą. Dowódcą pierwszej załogi, w której znalazł się Phạm Tuân, został Wiktor Gorbatko. Drugą załogą dowodził natomiast Walerij Bykowski. 23 lipca 1980 Wiktor Gorbatko oraz Phạm Tuân na pokładzie statku kosmicznego Sojuz 37 wyruszyli z kosmodromu Bajkonur w kierunku stacji orbitalnej Salut 6. Dzień później kosmonauci przeszli na pokład stacji Salut. Do 31 lipca 1980 razem z Leonidem Popowem i Walerijem Riuminem przeprowadzili szereg eksperymentów medyczno-biologicznych oraz technologicznych. Wietnamski kosmonauta fotografował również z orbity terytorium swojego kraju. Jego zdjęcia posłużyły do sporządzenia szczegółowej mapy Wietnamu. Kosmonauci powrócili na statku Sojuz 36, lądując 180 km od Dżezkazganu.

### Po zakończeniu kariery kosmonauty
Po powrocie do Wietnamu w 1982 kontynuował służbę w siłach powietrznych armii wietnamskiej. W 2000 stanął na czele Dyrekcji Generalnej Przemysłu Obronnego Ministerstwa Obrony Wietnamu, dwa lata później został prezesem Wojskowego Banku Akcyjnego. Od stycznia 2008 jest na emeryturze i obecnie mieszka w Hanoi.

## Ordery i odznaczenia
- Order Hồ Chí Minha
- Bohater Pracy Socjalistycznej Republiki Wietnamu (1980)
- Bohater Sił Zbrojnych Socjalistycznej Republiki Wietnamu (1973)
- Medal „Złota Gwiazda” Bohater Związku Radzieckiego (ZSRR, 31 lipca 1980)
- Order Lenina (ZSRR, 1980)
- Medal „Za zasługi w podboju kosmosu” (Federacja Rosyjska, 2011)[2]
- Universal Astronaut Insignia za lot orbitalny (nr 96) – Stowarzyszenie Uczestników Lotów Kosmicznych (Association of Space Explorers(inne języki))[3]

## Wykaz lotów
| Loty kosmiczne, w których uczestniczył Phạm Tuân.                        | Loty kosmiczne, w których uczestniczył Phạm Tuân. | Loty kosmiczne, w których uczestniczył Phạm Tuân. | Loty kosmiczne, w których uczestniczył Phạm Tuân. | Loty kosmiczne, w których uczestniczył Phạm Tuân. | Loty kosmiczne, w których uczestniczył Phạm Tuân. | Loty kosmiczne, w których uczestniczył Phạm Tuân. |
| Lp.                                                                      | Data startu                                       | Statek kosmiczny                                  | Data lądowania                                    | Statek kosmiczny                                  | Funkcja                                           | Czas trwania                                      |
| ------------------------------------------------------------------------ | ------------------------------------------------- | ------------------------------------------------- | ------------------------------------------------- | ------------------------------------------------- | ------------------------------------------------- | ------------------------------------------------- |
| 1                                                                        | 23 lipca 1980                                     | Sojuz 37                                          | 31 lipca 1980                                     | Sojuz 36                                          | Kosmonauta-badacz                                 | 7 dni 20 godziny 41 minut i 59 sekund.            |
| Łączny czas spędzony w kosmosie – 7 dni 20 godziny 41 minut i 59 sekund. |                                                   |                                                   |                                                   |                                                   |                                                   |                                                   |